# Reality Killed the Video Star
Reality Killed the Video Star è l'ottavo album solista del cantautore inglese Robbie Williams, pubblicato il 6 novembre 2009. In Italia l'album ha superato le 90 000 copie vendute. Ad oggi l'album ha venduto più di 1 milione di copie di cui 900 000 copie solo in Gran Bretagna.

## Antefatti
Questo è il primo album in studio di Robbie Williams dopo oltre tre anni da Rudebox. Ha lavorato con molti produttori in questo periodo, inclusi Guy Chambers, Mark Ronson e Trevor Horn. L'intero album è stato prodotto da Trevor Horn ed è stato registrato a Londra.
Voci su un nuovo album, realizzato assieme a Guy Chambers, sono circolate dall'inizio del 2007, per via degli impegni contrattuali con EMI. La cantante britannica Laura Critchley ha detto successivamente di aver partecipato all'incisione di tre canzoni, ma che l'album non avrebbe visto la luce fino al 2009.
A febbraio è stato confermata la produzione di alcune tracce, scritte da Williams con la collaborazione di Chambers e Ronson. L'addetto stampa del cantante, Tim Clark, ha poi annunciato che le registrazioni sarebbero cominciate a marzo e l'album sarebbe uscito nel tardo 2009.
Sul suo sito ufficiale, Williams ha scritto che ha lavorato anche con Trevor Horn nel nuovo album. Poco dopo, è stato confermato che il titolo del lavoro sarebbe stato Reality Killed the Video Star, con riferimento alla nota hit Video Killed the Radio Star, del vecchio gruppo di Horn, The Buggles.
A luglio 2009, Williams ha scritto sul suo blog ufficiale: «Il mio nuovo album è un killer: c'è un vecchio Robbie, un nuovo Robbie e un Robbie che nessuno di noi ha mai incontrato...»
Williams ha parlato di ciò che si aspetta dall'album: «Voglio che la gente ne sia esaltata, voglio farli ballare, voglio che dimentichino chi sono e dove sono per 50 minuti – e, in questi 50 minuti, oltre a dimenticare chi sono spero che si relazionino con le canzoni. Questo è un album di cui sono orgoglioso – Penso che sia fottutamente brillante. Voglio che dopo questo album, chi pensa a Robbie Williams pensi a Reality Killed the Video Star, yeah!».

## Tributo a Michael Jackson
Colpito dalla morte di Michael Jackson, arrivata il 25 giugno 2009, è stato riportato che Williams avrebbe scritto una canzone di tributo che sarebbe stata pubblicata in questo album. Il brano, intitolato Morning Sun, è stato scritto assieme a Don Black, autore delle musiche della serie di James Bond.

## Singoli
- La canzone Bodies è stata confermata come primo singolo ufficiale. La canzone è on air dal 4 settembre 2009, quando è stata presentata su BBC Radio 1.[30]
- You Know Me è il secondo singolo estratto da quest'album.[31] L'ascolto della traccia completa (in anteprima rispetto all'uscita dell'album completo) è stato reso possibile in quanto la canzone è stata pubblicata sul canale YouTube dello stesso Robbie Williams. Il singolo è disponibile in versione CD e digitale il 7 dicembre 2009.
- Morning Sun è il terzo singolo estratto dall'album. È stato pubblicato l'8 marzo 2010. Il singolo è un omaggio alla pop star Michael Jackson, scritto poco dopo la sua morte, inoltre sarà usata come singolo benefico come inno per lo Sport Relief 2010.

## Tracce
1. Morning Sun – 4:05 (Robbie Williams, Don Black, Kelvin Andrews, Daniel Spencer, Richard Scott, Scott Ralph)
2. Bodies – 4:02 (Robbie Williams, Brandon Christy, Craig Russo)
3. You Know Me – 4:21 (Robbie Williams, Kelvin Andrews, Daniel Spencer, Françoise Hardy)
4. Blasphemy – 4:20 (Robbie Williams, Guy Chambers)
5. Do You Mind? – 4:07 (Robbie Williams, Chaz Jankel, Kelvin Andrews, Daniel Spencer)
6. Last Days of Disco – 4:50 (Robbie Williams, Kelvin Andrews, Daniel Spencer)
7. Somewhere – 1:03 (Robbie Williams, Kelvin Andrews, Daniel Spencer, Andy Stubbs, Jonathan Hand, Stephen Cadman)
8. Deceptacon – 5:01 (Robbie Williams, Kelvin Andrews, Daniel Spencer, Richard Scott, Scott Ralph)
9. Starstruck – 5:21 (Robbie Williams, Kelvin Andrews, Daniel Spencer, Paul Beard)
10. Difficult for Weirdos – 4:29 (Robbie Williams, Kelvin Andrews, Daniel Spencer)
11. Superblind – 4:46 (Robbie Williams, Fil Eisler)
12. Won't Do That – 3:38 (Robbie Williams, Kelvin Andrews, Daniel Spencer, Richard Scott, Scott Ralph)
13. Morning Sun (Reprise) – 1:19 (Robbie Williams, Don Black, Kelvin Andrews, Daniel Spencer, Richard Scott, Scott Ralph)
14. Arizona (Digital download bonus only / Japanese bonus track) – 5:38 (Robbie Williams, Kelvin Andrews, Daniel Spencer)

## Formazione
- Robbie Williams - voce
- Trevor Charles Horn - basso, cori, tastiera, pianoforte
- Pete Murray - tastiera, organo Hammond, pianoforte, Fender Rhodes, chitarra, vibrafono
- Phil Palmer - chitarra
- Ash Soan - batteria, percussioni
- Jamie Muhoberac - tastiera, cori, programmazione
- Lol Creme - chitarra, cori
- Fil Eisler - sintetizzatore, cori, chitarra
- Anne Dudley - pianoforte, Fender Rhodes, organo Hammond
- Stephen Hague - programmazione, cori
- Brandon Christy - tastiera, cori, chitarra
- Danny Spencer - programmazione, cori
- Luis Jardim - percussioni
- Stephen Lipson - chitarra
- Tim Weidner - programmazione, cori
- Paul Beard - pianoforte, percussioni
- Randy Jacobs - chitarra
- Earl Harvin - batteria
- Chris Bruce - basso, chitarra
- Kelvin Andrews - programmazione, cori
- Richard Scott - armonica
- Chris Cowie - oboe
- Chris Braide, Isaac Gaulden, Andy Caine, Ijeoma Njaka, Tim Weidner, Tessa Niles, Ryan Molloy, Vie Le, Tracy Hakerman - cori